# Кутубдія (упазіла)
Куту́бдія (бенг. কুতুবদিয়া, англ. Kutubdia) — одна з 7 упазіл зіли Коксс-Базар регіону Читтагонг Бангладеш, розташована на заході зіли на однойменному острові Бенгальської затоки.
Населення — 107 221 особа (2008; 95 055 в 1991).

## Адміністративний поділ
До складу упазіли входять 6 вардів:
| Зіла           | Площа, км² | Населення, осіб (2008) |
| -------------- | ---------- | ---------------------- |
| Алі-Акбар-Деїл | -          | 20143                  |
| Барагхоп       | -          | 22024                  |
| Дакшін-Дхурунг | -          | 14611                  |
| Каїярбіл       | -          | 11405                  |
| Лемсікхалі     | -          | 16574                  |
| Уттар-Дхурунг  | -          | 22464                  |